# كيت ديل كاستيلو
كيت ديل كاستيلو (بالإنجليزية: Kate del Castillo)‏ مواليد 23 أكتوبر 1972 في مدينة مكسيكو، المكسيك، هي ممثلة مكسيكية بدأت مسيرتها الفنية عام 1978.

## الأعمال
- 2014: ليس بعمل صالح

## وصلات خارجية
- الموقع الإلكتروني
- كيت ديل كاستيلو على موقع IMDb (الإنجليزية)
- كيت ديل كاستيلو على موقع روتن توميتوز (الإنجليزية)
- كيت ديل كاستيلو على موقع ألو سيني (الفرنسية)
- كيت ديل كاستيلو على موقع أول موفي (الإنجليزية)
- كيت ديل كاستيلو على موقع أول موفي (الإنجليزية)
- كيت ديل كاستيلو على موقع قاعدة بيانات الأفلام السويدية (السويدية)
- كيت ديل كاستيلو على موقع قاعدة بيانات الفيلم (الإنجليزية)
- كيت ديل كاستيلو على موقع كينوبويسك (الروسية)